# Adenanthos dobagii
Adenanthos dobagii är en tvåhjärtbladig växtart som beskrevs av Ernest Charles Nelson. Adenanthos dobagii ingår i släktet Adenanthos och familjen Proteaceae. Inga underarter finns listade i Catalogue of Life.